# Бойко Надія Іванівна
Бойко Надія Іванівна (нар. 25 жовтня 1952 року в с. Вороньків Бориспільського району Київської області) — український мовознавець, доктор філологічних наук (2006), професор (2007), Відмінник освіти України (1995), працює в галузі експресології, лексичної семантики, стилістики, фонетики сучасної української мови.

## Життєпис

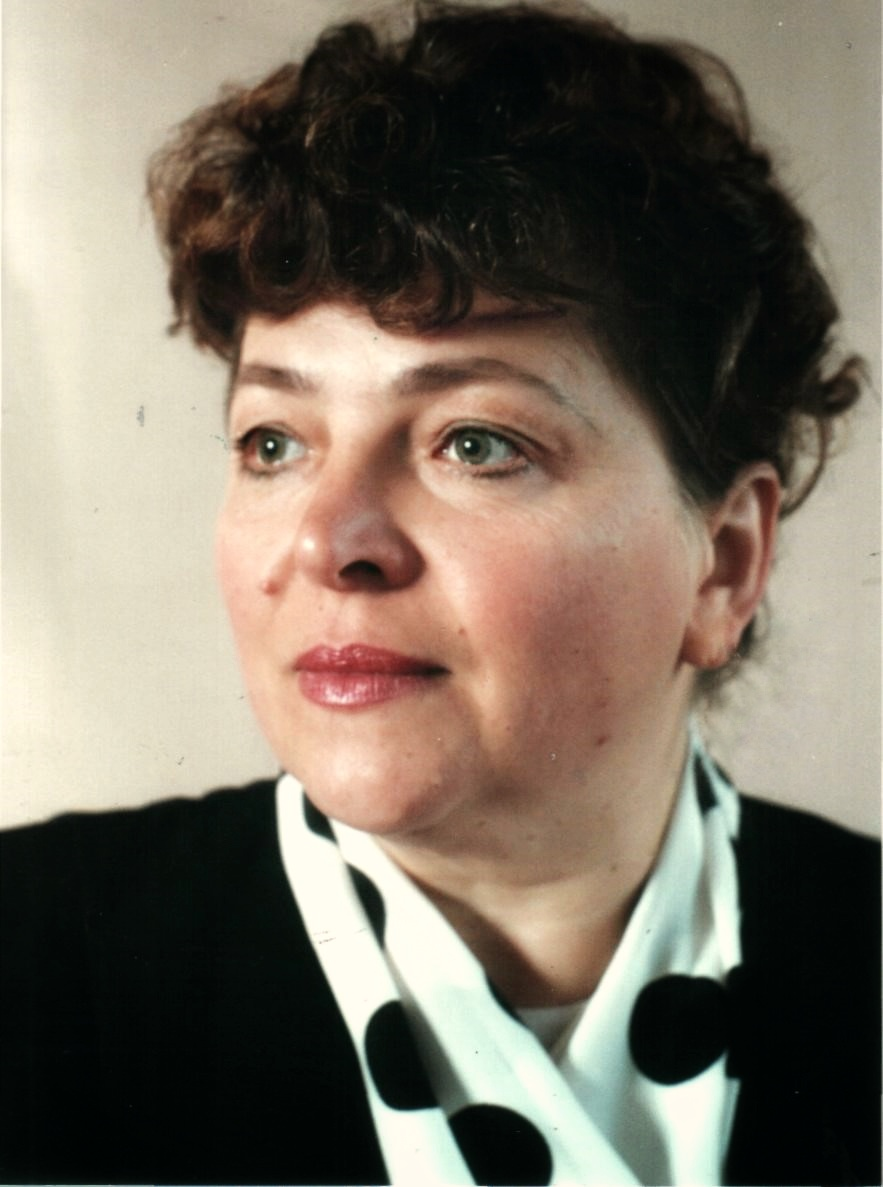

Бойко (Григоренко) Надія Іванівна народилася 25 жовтня 1952 року в селі Воронькові Бориспільського району Київської області, в сім'ї вчителів. У 1970 році закінчила Вороньківську середню школу. У 1971—1975 року навчалася в Київському державному педагогічному інституту імені М. Горького (нині Національний педагогічний університет імені М. Драгоманова) на відділенні української мови та літератури філологічного факультету, отримала диплом із відзнакою зі спеціальності «Учитель української мови та літератури».

## Професійна діяльність
1 вересня 1975 — 1 серпня 1979 — вчитель української мови та літератури Рогозівської середньої школи Бориспільського району Київської області
1 вересня 1979 — 1 листопада 1981 — асистент кафедри української мови Ніжинського державного педагогічного інституту імені Миколи Гоголя
1 листопада 1981 — 1 листопада 1983 — навчання в аспірантурі, на кафедрі української мови Київського педагогічного інституту ім. О. М. Горького зі спеціальності 10.02.01 — українська мова.
У лютому 1984 — захист кандидатської дисертації на тему «Функціонування професійної термінологічної лексики в мові сучасної української художньої прози (семантична і стилістична характеристика)».
1986—1987 — доцент кафедри української мови Ніжинського державного університету імені Миколи Гоголя
1987—1997 та від 2001 — завідувач кафедри української мови Ніжинського державного університету імені Миколи Гоголя
1 листопада 1997 — 1 листопада 2001 року — докторант кафедри української мови Національного педагогічного університету імені М. Драгоманова
2006 — захист докторської дисертації на тему «Українська експресивна лексика: проблеми семантики і функціонування».

## Напрями наукових досліджень
Лексична семантика, зокрема категорія експресивності та мовні засоби її вираження в сучасній українській літературній мові.

## Звання та нагороди
- 1995 — нагороджена нагрудним знаком МОН України «Відмінник освіти України»
- 2009 — нагороджена нагрудним знаком МОН України «Петро Могила»
- 2010 — нагороджена грамотою Верховної Ради України.

## Наукові публікації
- Українська експресивна лексика: семантичний, лексикографічний і функціональний аспекти: монографія / Н. І. Бойко. — Ніжин: ТОВ "Видавництво «АспектЕПоліграф», 2005. — 552 с.
- Міфологеми в українському романтичному просторі: монографія / Н. І. Бойко, А. М. Кайдаш. — Ніжин: Вид-во Ніжинського ун-ту, 2010. — 155 с.
- Конотативна лексична семантика: інтенсивний і параметричний складники: монографія / Н. І. Бойко, Т. Л. Хомич. — Ніжин: Вид-во Ніжинського ун-ту, 2011. — 167 с.
- Українська лексикографія і шляхи створення семантичного словника української мови: навчальний посібник / Н. І. Бойко. — Ніжин: Видавництво НДПІ, 1990.– 24 с.
- Сучасна українська літературна мова: збірник вправ для лабораторних робіт з лексикології та фразеології: навчальний посібник / Н. І. Бойко. — Ніжин: Видавництво НДПІ, 1995. — 52 с.
- Сучасна українська літературна мова: збірник вправ для лабораторних робіт: навчальний посібник / Н. І. Бойко. — Ніжин: Вид-во Ніжинського ун-ту, 2000. — 122 с.
- Українська експресивна лексика в словнику, мові та мовленні: навчальний посібник для студентів філологічних спеціальностей / Н. І. Бойко. — Ніжин: Вид-во Ніжинського ун-ту, 2002. — 217 с.
- Сучасна українська літературна мова: лексикологія, фразеологія, лексикографія: навчально-методичний посібник / Н. І. Бойко. — Ніжин: Вид-во Ніжинського ун-ту, 2005. — 140 с.